# National Intelligence Council

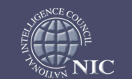
Logo des National Intelligence Council

Der National Intelligence Council (NIC) ist eine dem Director of National Intelligence unterstehende Abteilung der Regierung der Vereinigten Staaten. Sie verbindet politische Entscheidungsträger mit der Intelligence Community. Zu den Dokumenten und Berichten, die der NIC erstellt und die von Entscheidungsträgern genutzt werden, gehören der National Intelligence Estimate und die alle vier Jahre erscheinenden Global Trends Reports. Die Aufgabe des NIC besteht darin, die bestmöglichen verfügbaren Informationen der US-Geheimdienste der Politik zur Verfügung zu stellen und so bei der Entscheidungsfindung in Fragen der nationalen Sicherheit zu helfen.

## Geschichte
Der Vorläufer des NIC war das Office of National Estimates (ONE), welches 1950 unter der Regierung von Harry S. Truman ins Leben gerufen wurde. Das ONE bestand aus einer Gruppe von Geheimdienstfachleuten, die durch pensionierte Militäroffiziere, Diplomaten und Akademiker ergänzt wurde. Die einzige Aufgabe des ONE war es, die National Intelligence Estimates zu erstellen. Obwohl das ONE dem CIA-Direktor unterstellt war und viele Mitglieder der ONE aus der Behörde kamen, gehörte es nicht direkt zur CIA. Das ONE wurde 1973 abgeschafft und 1979 wurde schließlich der National Intelligence Council als Nachfolger ins Leben gerufen, der seit 2005 nicht mehr dem CIA-Direktor, sondern dem Director of National Intelligence Bericht erstattet, welcher für alle US-Geheimdienste verantwortlich ist.

## Struktur
Im Jahr 2011 gehörten dem NIC „18 hochrangige Analysten und Experten für nationale Sicherheitspolitik“ an, die vom Director of National Intelligence ernannt wurden. Zu den Mitgliedern gehören „hochrangige Analysten der Nachrichtendienste und Sachverständige aus dem öffentlichen und privaten Sektor“. Dem NIC sitzt ein Chairman vor, der eine leitende Funktion ausübt und dabei von dem Vice Chairman, einem Counselor und einem Stabschef unterstützt wird.

## Aufgabe
Der National Intelligence Council bildet ein analytisches Zentrum für die Auswertung der Erkenntnisse aller US-Geheimdienste. Zu den Themen gehören Wirtschaft, Technologie und Wissenschaft, nachrichtendienstliche und militärische Fragen, globale Bedrohungen, Massenvernichtungswaffen und die Verbreitung von Kernwaffen sowie Cyberbedrohungen. Der NIC unterstützt die Arbeit des Büros des Director of National Intelligence und des National Security Council. Er informiert auch das Weiße Haus und den US-Kongress. Der Kongress kann den NIC auffordern, „Einschätzungen und andere Analysen“ zu erstellen, um „Überlegungen zur Gesetzgebung“ zu unterstützen.
Eines der wichtigsten analytischen Projekte des NIC ist der 1997 eingeführte Global Trends Report, der für den neuen US-Präsidenten erstellt und ihm in der Regel zwischen dem Wahltag und dem Tag seiner Amtseinführung übergeben wird. In den Berichten werden globale sicherheitspolitische Trends mit einem ungefähren Zeithorizont von fünfzehn bis zwanzig Jahren bewertet. Dabei fließen sowohl geopolitische Bedrohungen als auch relevante soziale und wirtschaftliche Trends in den Bericht ein. Während die Global-Trends-Analyse dem Weißen Haus und den Nachrichtendiensten eine Grundlage für eine langfristige strategische Politikbewertung bietet, ist es gesetzlich vorgeschrieben, dass sie keine direkten Politikempfehlungen enthalten dürfen. Während die meisten Dokumente des NIC der Geheimhaltung unterliegen, wird der Global Trends Report auch der Öffentlichkeit zugänglich gemacht.

## Liste der Chairmen
Die bisherigen Chairmen des NIC seit 1979 waren:
- Richard Lehman (1979–1981)
- Harry Rowen (1981–1983)
- Robert Gates (1983–1986)
- Frank Horton III (1986–1987)
- Fritz Ermarth (1988–1993)
- Joseph Nye (1993–1994)
- Christine Williams (1994–1995)
- Richard N. Cooper (1995–1997)
- John C. Gannon (1997–2001)
- John L. Helgerson (2001–2002)
- Robert Hutchings (2003–2005)
- Thomas Fingar (2005–2008)
- Peter Lavoy (2008–2009)
- Christopher A. Kojm (2009–2014)
- Gregory F. Treverton (2014–2016)
- Amy McAuliffe (2016–2019)
- Neil Wiley (2019–2021)
- Avril Haines (2021–)